# Stepowe (rejon ałczewski)
Stepowe (ukr. Степове) – wieś na Ukrainie, w obwodzie ługańskim, w faktycznie niefunkcjącym rejonie ałczewskim, od 2014 pod kontrolą marionetkowej, zależnej od Rosji Ługańskiej Republiki Ludowej. W 2001 liczyła 959 mieszkańców, spośród których 540 wskazało jako ojczysty język ukraiński, 418 rosyjski, a 1 inny.